# Sonntagsbrot

Die erste Seite der letzten Predigt

Franz Eugen Schlachter gab von 1909 bis kurz vor seinem Tod einen Predigtband von über 800 Seiten heraus. Er nannte diese Predigten „Sonntagsbrot“. Es waren Predigten im Stil seiner Artikel der von ihm herausgegebenen Zeitschrift Brosamen von des Herrn Tisch. Er schrieb die Artikel teilweise im Voraus und diese wurden zum Teil erst nach seinem Tod veröffentlicht. Es waren Predigten für jeden Sonntag des Kirchenjahres. 
Einige Themen aus dem „Sonntagsbrot“ waren zum Beispiel:
- „Wer an den Sohn glaubt, hat das ewige Leben“
- „Du bätest Ihn und Er gäbe dir?“
- „Lebendiges Wasser“
- „Jesus liebt uns ganz gewiss“ – seine letzte geschriebene Predigt im „Sonntagsbrot“.

Diese Predigten hatte Schlachter noch vor seinem Tode geschrieben, erschienen sind sie aber erst danach und zwar die ersten drei vom 5. bis 19. Februar 1911. Die erste Seite der letzten Predigt sehen wir auf dem obigen Bild.